# Normală

Un poligon și doi vectori normali pe el

Normala la o suprafață într-un punct este aceeași cu normala la planul tangent la suprafață în același punct

În geometrie o normală este un obiect, cum ar fi o dreaptă, o rază sau un vector, care este perpendicular pe un obiect dat. De exemplu, dreapta normală la o curbă plană într-un punct dat este dreapta (infinită) perpendiculară pe tangenta la curbă în acest punct.Un vector normal poate avea lungimea 1 (un versor) sau lungimea sa poate reprezenta curbura obiectului (un vector de curbură); semnul algebric al acestuia poate indica pe care parte (interior sau exterior) este.
În spațiul tridimensional o normală la suprafață sau, simplu, normală la o suprafață în punctul P este un vector perpendicular pe planul tangent la suprafață în P. Cuvântul „normal” este folosit și ca adjectiv: o dreaptă normală la un plan, componenta normală a unei forțe, vectorul normal etc. Noțiunea de normalitate se generalizează la ortogonalitate (unghiuri drepte).
Noțiunea a fost generalizată la varietăți diferențiabile⁠(d) de dimensiune arbitrară încorporate într-un spațiu euclidian. Spațiul vectorial normal sau spațiul normal al unei varietăți în punctul P este mulțimea de vectori care sunt ortogonali cu spațiul tangent⁠(d) în P. Vectorii normali prezintă un interes deosebit în cazul curbelor și suprafețelor netede.
Distanța normală a unui punct Q la o curbă sau la o suprafață este distanța euclidiană dintre Q și proiecția sa perpendiculară pe obiect (în punctul P de pe obiect a cărui normală conține Q).

## Normala la suprafețe în spațiul tridimensional

O suprafață curbată cu vectorii normali (săgețile albastre) la suprafață

### Calculul normalei la o suprafață
Pentru un poligon convex (cum ar fi un triunghi), o normală a suprafeței poate fi calculată ca vectorul produs vectorial al două laturi (neparalele) ale poligonului.
La un plan dat de ecuația {\displaystyle ax+by+cz+d=0,} vectorul {\displaystyle \mathbf {n} =(a,b,c)} este normal.
Pentru un plan a cărui ecuație este dată în formă parametrică:
{\displaystyle \mathbf {r} (s,t)=\mathbf {r} _{0}+s\mathbf {p} +t\mathbf {q} ,}
unde {\displaystyle \mathbf {r} _{0}} este un punct din plan, iar {\displaystyle \mathbf {p} ,\mathbf {q} } sunt vectori neparaleli îndreptați de-a lungul planului, o normală la plan este un vector normal pe ambii {\displaystyle \mathbf {p} } și {\displaystyle \mathbf {q} ,} care poate fi calculat prin produsul vectorial {\displaystyle \mathbf {n} =\mathbf {p} \times \mathbf {q} .}
Dacă o suprafață (nu neapărat plană) {\displaystyle S} în spațiul tridimensional {\displaystyle \mathbb {R} ^{3}} este parametrizată de un sistem de coordonate curbilinii {\displaystyle \mathbf {r} (s,t)=(x(s,t),y(s,t),z(s,t)),} cu {\displaystyle s} și {\displaystyle t} variabile reale, atunci o normală la S este prin definiție o normală la un plan tangent, dată de produsul vectorial al derivatelor parțiale
{\displaystyle \mathbf {n} ={\frac {\partial \mathbf {r} }{\partial s}}\times {\frac {\partial \mathbf {r} }{\partial t}}.}
Dacă suprafața {\displaystyle S} este dată sub formă implicită⁠(d) ca un set de puncte {\displaystyle (x,y,z)} care satisfac {\displaystyle F(x,y,z)=0,} atunci o normală într-un punct {\displaystyle (x,y,z)} de pe suprafață este dată de gradientul
{\displaystyle \mathbf {n} =\nabla F(x,y,z)}
deoarece gradientul este perpendicular în orice punct al setului {\displaystyle S}.
Pentru suprafața {\displaystyle S} din {\displaystyle \mathbb {R} ^{3}} care este graficul funcției {\displaystyle z=f(x,y),} o normală orientată în sus poate fi găsită fie din parametrizarea {\displaystyle \mathbf {r} (x,y)=(x,y,f(x,y)),} dând
{\displaystyle \mathbf {n} ={\frac {\partial \mathbf {r} }{\partial x}}\times {\frac {\partial \mathbf {r} }{\partial y}}=\left(1,0,{\tfrac {\partial f}{\partial x}}\right)\times \left(0,1,{\tfrac {\partial f}{\partial y}}\right)=\left(-{\tfrac {\partial f}{\partial x}},-{\tfrac {\partial f}{\partial y}},1\right);}
sau mai simplu din forma sa implicită {\displaystyle F(x,y,z)=z-f(x,y)=0,} rezultând
{\displaystyle \mathbf {n} =\nabla F(x,y,z)=\left(-{\tfrac {\partial f}{\partial x}},-{\tfrac {\partial f}{\partial y}},1\right).}
Deoarece o suprafață nu are un plan tangent într-un punct singular (de exemplu, vârful unui con), nu are o normală bine definită în acel punct. În general, la o suprafață care este Lipschitz continuă este posibil să se definească o normală aproape peste tot⁠(d).

### Alegerea normalei

Câmp de vectori normali la o suprafață

Normala unei (hiper)suprafețe este de obicei scalată pentru a avea lungimea unitate, dar nu are o direcție unică, deoarece opusa sa este și ea o normală unitate. Pentru o suprafață care este frontiera unei mulțimi tridimensionale se poate distinge între normala orientată spre interior și normala orientată spre exterior. Pentru o suprafață orientată, normala este de obicei determinată de regula mâinii drepte sau de analoaga sa în dimensiuni superioare.

## Hipersuprafețe în spațiuln-dimensional
La un hiperplan (n−1)-dimensional dintr-un spațiu n-dimensional {\displaystyle \mathbb {R} ^{n}} dat de reprezentarea sa parametrică
{\displaystyle \mathbf {r} \left(t_{1},\ldots ,t_{n-1}\right)=\mathbf {p} _{0}+t_{1}\mathbf {p} _{1}+\cdots +t_{n-1}\mathbf {p} _{n-1},}
unde {\displaystyle \mathbf {p} _{0}} un punct pe hiperplan, iar {\displaystyle \mathbf {p} _{i}} pentru {\displaystyle i=1,\ldots ,n-1} sunt vectori liniar independenți de-a lungul hiperplanului, o normală la hiperplan este orice vector {\displaystyle \mathbf {n} } din nucleul matricei {\displaystyle P={\begin{bmatrix}\mathbf {p} _{1}&\cdots &\mathbf {p} _{n-1}\end{bmatrix}},} unde {\displaystyle P\mathbf {n} =\mathbf {0} .} Adică, orice vector ortogonal cu toți vectorii din plan este prin definiție o normală a suprafeței. Alternativ, dacă hiperplanul este definit ca setul de soluții al unei singure ecuații liniare {\displaystyle a_{1}x_{1}+\cdots +a_{n}x_{n}=c,} atunci vectorul {\displaystyle \mathbb {n} =\left(a_{1},\ldots ,a_{n}\right)} este o normală.
Definiția unei normale la o suprafață din spațiul tridimensional poate fi extinsă la hipersuprafețele (n−1)-dimensionale din {\displaystyle \mathbb {R} ^{n}.} O hipersuprafață poate fi definită local implicit ca mulțimea punctelor {\displaystyle (x_{1},x_{2},\ldots ,x_{n})} care satisfac o ecuație {\displaystyle F(x_{1},x_{2},\ldots ,x_{n})=0,} unde {\displaystyle F} este o funcție scalară. Dacă {\displaystyle F} este diferențiabilă continuu, atunci hipersuprafața este o varietate diferențiabilă în vecinătatea punctelor în care gradientul nu este zero. În aceste puncte un vector normal este dat de gradient:
{\displaystyle \mathbb {n} =\nabla F\left(x_{1},x_{2},\ldots ,x_{n}\right)=\left({\tfrac {\partial F}{\partial x_{1}}},{\tfrac {\partial F}{\partial x_{2}}},\ldots ,{\tfrac {\partial F}{\partial x_{n}}}\right)\,.}
Dreapta normală este un subspațiu unidimensional cu baza {\displaystyle \{\mathbf {n} \}.}